# Andrej Miklavc
Andrej Miklavc (* 5. Juni 1970 in Kranj) ist ein ehemaliger slowenischer Skirennläufer, der weitestgehend auf den Slalom spezialisiert war.

## Biografie
Erste internationale Erfahrungen sammelte Miklavc in den Jahren 1987 bis 1989 bei drei Teilnahmen an Juniorenweltmeisterschaften, wobei er dreimal einen neunten Platz erzielte. Obwohl er im Skiweltcup noch kein zählbares Ergebnis vorzuweisen hatte, durfte er an den Olympischen Winterspielen 1992 teilnehmen. Am 6. Dezember 1992 holte er als 22. des Slaloms in Val-d’Isère die ersten Weltcuppunkte. Die beste Leistung in der darauf folgenden Saison erzielte er bei den Olympischen Winterspielen 1994 mit dem zehnten Platz im Slalom.
Zu Beginn des Jahres 1995 stieß Miklavc auch im Weltcup erstmals unter die besten zehn vor. Die erfolgreichste Saison hatte er 1995/96. Überraschend gewann er am 26. November 1995 den Slalom in Park City. Es folgten vier weitere Top-10-Klassierungen, aber auch zahlreiche Ausfälle. Bei den Weltmeisterschaften 1996 fuhr er auf den fünften Platz, zudem gewann er in diesem Jahr den slowenischen Slalom-Meistertitel. Im Weltcupwinter 1996/97 blieben drei sechste Plätze seine besten Ergebnisse.
In der Saison 1997/98 fuhr Miklavc in Weltcupslaloms zweimal auf Platz fünf, während er bei den Olympischen Winterspielen 1998 im Slalom ausschied. Im Europacup belegte er in diesem Winter den vierten Platz in der Slalomwertung. Aufgrund einer Verletzung musste er daraufhin ein ganzes Jahr pausieren. In der Folge konnte er nicht mehr ganz sein gewohntes Niveau erreichen. 1999/2000 kam er nicht über einen 15. Platz hinaus, 2000/01 war ein zwölfter Platz sein Bestergebnis. Im Dezember 2001 trat Miklavc vom Spitzensport zurück.

## Erfolge

### Olympische Spiele
- Albertville 1992: 17. Slalom, 24. Riesenslalom
- Lillehammer 1994: 10. Slalom

### Weltmeisterschaften
- Morioka 1993: 22. Slalom, 31. Riesenslalom
- Sierra Nevada 1996: 5. Slalom, 17. Riesenslalom
- Sestriere 1997: 17. Slalom

### Weltcup
- Saison 1995/96: 6. Slalomwertung
- 13 Platzierungen unter den besten zehn, davon 1 Sieg:

| Datum             | Ort       | Land | Disziplin |
| ----------------- | --------- | ---- | --------- |
| 26. November 1995 | Park City | USA  | Slalom    |

### Europacup
- Saison 1997/98: 4. Slalomwertung
- 8 Podestplätze, davon 3 Siege (ab 1994/95):

| Datum           | Ort             | Land        | Disziplin |
| --------------- | --------------- | ----------- | --------- |
| 12. Januar 1996 | Serre Chevalier | Frankreich  | Slalom    |
| 8. Januar 1997  | Kranjska Gora   | Slowenien   | Slalom    |
| 7. Februar 1998 | Todtnau         | Deutschland | Slalom    |

### Juniorenweltmeisterschaften
- Sälen 1987: 16. Slalom, 35. Riesenslalom
- Madonna di Campiglio 1988: 9. Super-G, 9. Slalom, 48. Abfahrt
- Aleyska 1989: 9. Super-G

### Sonstiges
- 1 slowenischer Meistertitel (Slalom 1996)
- 1 Podestplatz im Nor-Am Cup (ab 1994/95)
- 5 Siege in FIS-Rennen (ab 1994/95)